# کیرشبرگ ان در پیلاخ
کیرشبرگ آندر پیلاخ (به آلمانی: Kirchberg an der Pielach) یک منطقهٔ مسکونی در اتریش است که در ناحیه زانکت پولتن-لاند واقع شده‌است. کیرشبرگ آندر پیلاخ ۳٬۱۶۸ نفر جمعیت دارد.